# Hundborg Herred

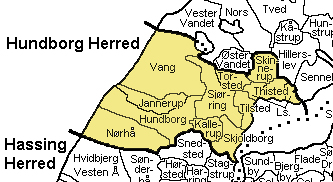
Hundborg Herred, Vorupør mist op de kaart

Hundborg Herred was een herred in het voormalige Thisted Amt in Denemarken. Bij de gemeentelijke herindeling in 1970 werd het gebied ingedeeld bij de nieuwe provincie Viborg. Tegenwoordig is het deel van de regio Noord-Jutland.
Hundborg was verdeeld in veertien parochies
- Hundborg
- Jannerup
- Kallerup
- Nørhå
- Sjørring
- Skinnerup
- Skjoldborg
- Thisted
- Thisted Købstad Sogn
- Thisted Landsogn Sogn
- Tilsted
- Torsted
- Vang
- Vorupør (tot 1980 onderdeel van Hundborg)